# Université Concordia de Chicago
Pour les articles homonymes, voir CUC.
L'université Concordia de Chicago (en anglais, Concordia University Chicago ou CUC) est une université américaine située à River Forest, à l'ouest de Chicago, dans l'État de l'Illinois. Elle fait partie du système des universités Concordia (Concordia University System).

## Source
- (en) Cet article est partiellement ou en totalité issu de l’article de Wikipédia en anglais intitulé « Concordia University Chicago » (voir la liste des auteurs).